# IS Halmia

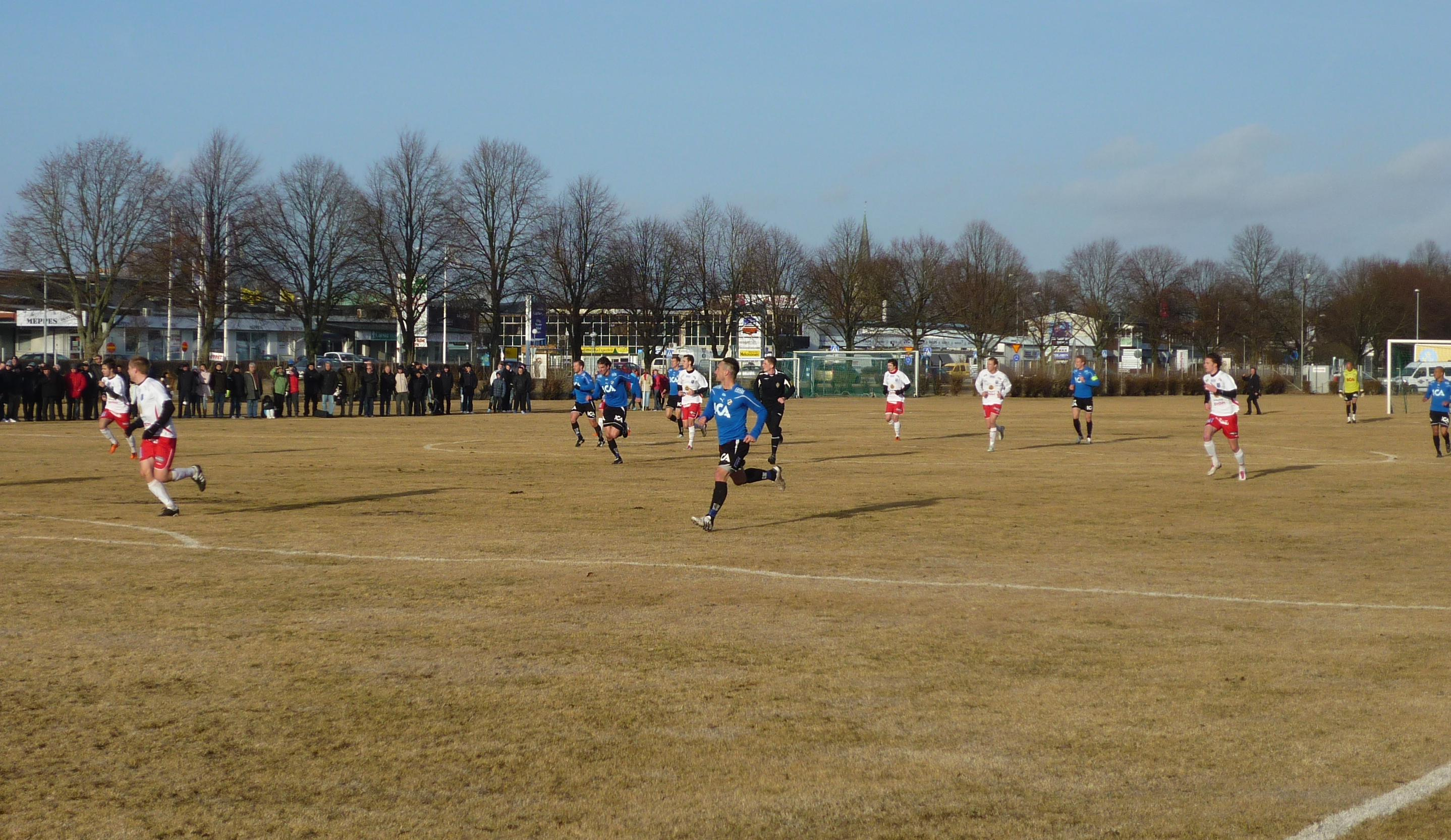
Vriendschappelijke wedstrijd tegen Halmstads BK in 2011

IS Halmia is een Zweedse voetbalclub uit Halmstad en werd opgericht op 16 juni 1907.

## Geschiedenis
In het seizoen 1932/33 was IS Halmia de eerste club uit Halmstad die de hoogste klasse kon bereiken. Het eerste seizoen was kantje boord voor de club en kon zich enkel redden door een beter doelsaldo dan IK Sleipner, dat evenveel punten telde en degradeerde. Het volgende seizoen degradeerde de club wel.
Het volgende optreden in de hoogste klasse kwam in 1943 toen de club zevende eindigde. Halmia eindigde elk jaar in de middenmoot en kon niet uitschieten. In 1950 volgde een tweede degradatie. De club speelde de volgende seizoenen in de tweede klasse en maakte in 1962 opnieuw aanspraak op promotie maar moest dan wel in de eindronde eerst Landskrona BoIS verslaan. Dat deed het met 3-0 voor 20381 toeschouwers, een record voor de club. Het wederoptreden in de hoogste klasse was een ramp en de club eindigde laatste met 5 punten.
Het laatste seizoen in de hoogste klasse dateert van 1979 toen de club opnieuw laatste werd. De voorlaatste, AIK Stockholm, had elf punten voorsprong op de club en in die tijd telde een overwinning voor twee punten. Sindsdien speelt de club in de lagere klassen.
Halmia speelde elf seizoenen in de hoogste klasse en 44 seizoenen in de tweede klasse. In 2013 speelde de club in de derde klasse, de Division 1.

## Bekende (oud-)spelers
- Janne Andersson